# Cephalotes ramiphilus
Cephalotes ramiphilus é uma espécie de inseto do gênero Cephalotes, pertencente à família Formicidae.